# Состењо
Состењо (итал. Sostegno) је насеље у Италији у округу Бијела, региону Пијемонт.
Према процени из 2011. у насељу је живело 614 становника. Насеље се налази на надморској висини од 403 м.

## Становништво
Према резултатима пописа становништва 2011. у општини је живело 751 становника.
| 1936. | 1951. | 1961. | 1971. | 1981. | 1991. | 2001. | 2011. |
| ----- | ----- | ----- | ----- | ----- | ----- | ----- | ----- |
| 888   | 939   | 932   | 839   | 790   | 773   | 784   | 751   |